# Освайо (Пенсільванія)
Освайо (англ. Oswayo) — місто (англ. borough) в США, в окрузі Поттер штату Пенсільванія. Населення — 134 особи (2020).

## Географія
Освайо розташоване за координатами 41°55′14″ пн. ш. 78°1′14″ зх. д. / 41.92056° пн. ш. 78.02056° зх. д. (41.920664, -78.020542).  За даними Бюро перепису населення США в 2010 році місто мало площу 3,57 км², уся площа — суходіл.

## Демографія
Згідно з переписом 2010 року, у селищі мешкало 139 осіб у 51 домогосподарстві у складі 45 родин. Густота населення становила 39 осіб/км².  Було 80 помешкань (22/км²).
Расовий склад населення:
| - 97,1 % — білих - 0,7 % — корінних американців |

До двох чи більше рас належало 2,2 %. Частка іспаномовних становила 0,0 % від усіх жителів.
За віковим діапазоном населення розподілялося таким чином: 26,6 % — особи молодші 18 років, 59,0 % — особи у віці 18—64 років, 14,4 % — особи у віці 65 років та старші. Медіана віку мешканця становила 39,9 року. На 100 осіб жіночої статі у селищі припадало 104,4 чоловіків;  на 100 жінок у віці від 18 років та старших — 96,2 чоловіків також старших 18 років.
Середній дохід на одне домашнє господарство  становив 60 393 долари США (медіана — 43 750), а середній дохід на одну сім'ю — 67 031 долар (медіана — 73 750). За межею бідності перебувало 20,1 % осіб, у тому числі 29,0 % дітей у віці до 18 років та 6,5 % осіб у віці 65 років та старших.
Цивільне працевлаштоване населення становило 79 осіб. Основні галузі зайнятості: будівництво — 19,0 %, виробництво — 17,7 %, освіта, охорона здоров'я та соціальна допомога — 12,7 %, науковці, спеціалісти, менеджери — 10,1 %.